# Stanisław Łapczyński
Stanisław Łapczyński ps. Żubr (ur. 3 maja 1905 w Dołhobyczowie, zm. 10 października 1979) – żołnierz Batalionów Chłopskich, członek Komendy Głównej Okręgu Lublin tej organizacji, pułkownik.

## Życiorys
W 1933 roku promowany na stopień podporucznika w Bydgoszczy w szkole podchorążych kawalerii dla podoficerów. Przydział do 3 Pułku Strzelców konnych w Wołkowysku, gdzie w 1939 roku został dowódcą III szwadronu. W czasie II wojny światowej był II zastępcą komendanta Okręgu Lublin Batalionów Chłopskich i odpowiadał za wyszkolenie bojowe. Wiosną 1944 został I zastępcą komendanta Okręgu Lublin BCh, szefem sztabu. Z początkiem lipca tego roku został okręgowym lubelskim komendantem Państwowego Korpusu Bezpieczeństwa. 30 czerwca 1944 dowodził oddziałem biorącym udział w akcji na areszt w Opolu Lubelskim.
W lipcu 1944 r. przeniósł się na ziemie sławieńskie, osiadając w Nowym Krakowie. 24 kwietnia 1947 został przewodniczącym Powiatowej Rady Narodowej z ramienia Polskiego Stronnictwa Ludowego. Ze stanowiska został odwołany po tym, jak podjął próbę nieudanej ucieczki do Szwecji wraz z grupą 27 osób, z czego blisko połowę stanowiły dzieci. Po procesie i odbyciu kary 3 lat więzienia przeprowadził się wraz z rodziną do Szczecina, gdzie podjął pracę w handlu.
Zmarł nagle w Warszawie.
Odznaczony został Krzyżem Virtuti Militari V klasy, Krzyżem Walecznych, Krzyżem Partyzanckim, Brązowym Krzyżem Zasługi, Odznaką Gryfa Pomorskiego.
Jego grób znajduje się na sopockim cmentarzu komunalnym (kwatera F4/G/9).